# Скуиллаче (залив)
Скуилла́че (итал. Golfo di Squillace) — залив Ионического моря на юго-западе Апеннинского полуострова, на восточном побережье области Калабрия в Италии.
Получил название Скиллетский (др.-греч. Σκυλλητικὸς κόλπος, лат. Scyllaceus Sinus) от колонии афинян Скиллеций, позднее город Скилаций (Scyllaceum или Сколагий (Scolacium), ныне Скуиллаче), родины Кассиодора.
Залив ограничен с севера мысом Рицутто, с юга —— мысом Стило (Кокюнт, Cocynthum). У мыса Стило находятся маяк и руины древней Кавлонии. У мыса Рицутто, расположенного к юго-западу от мыса Колонне (Лакиний, Lacinium), также есть маяк.
Залив Скуиллаче отделён узким перешейком (по Страбону — 160 стадий) от залива Сант-Эуфемия Тирренского моря (Гиппониатского залива). Через перешеек была проложена древняя дорога. Сиракузский тиран Дионисий I намеревался перегородить стеной перешеек между Гиппониатским заливом и городом Скилацием для защиты греческого населения этих мест от нападений луканов. По Плинию Дионисий намеревался перерыть перешеек каналом.
В 7 км от залива Скуиллаче находится город Катандзаро. Залив Скуиллаче служил одной из двух торговых гаваней Катандзаро, богатого шёлком, оливковым маслом и плодами.
11 мая 1947 года в заливе Скуиллаче произошло катастрофическое землетрясение магнитудой 5,7.
В ночь с 10 на 11 мая 2017 года в заливе Скуилачче подводная дизель-электрическая лодка проекта 212А S-527 «Шире» (Scirè) ВМФ Италии столкнулась с торговым судном. Подводная лодка находилась в подводном положении и шла на учения.